# Efeito colateral
Denomina-se efeito colateral como um efeito diferente daquele considerado como principal por um fármaco. Esse termo deve ser distinguido de efeito adverso, que se refere a um efeito colateral indesejado, pois um fármaco pode causar outros efeitos potencialmente benéficos além do principal. Como exemplo podem ser citados a amnésia temporária causada por sedativos e a sonolência em anti-histamínicos, que podem ser benéficos ou adversos dependendo da situação.